# The Sky Crawlers
The Sky Crawlers (japanisch スカイ・クロラ The Sky Crawlers, Sukai Kurora: The Sky Crawlers) ist ein animierter Film aus Japan (Anime) aus dem Jahr 2008, der unter der Regie von Mamoru Oshii (Ghost in the Shell u. a.) entstanden ist. Das Drehbuch stammt von Chihiro Itō und basiert auf dem ersten Roman von Hiroshi Moris gleichnamiger fünfteiligen Romanreihe. Die Produktion wurde von Production I.G realisiert. Die Filmmusik wurde von Kenji Kawai geschrieben.

## Inhalt
Die Geschichte spielt in einer alternativen Realität, in der zwar Frieden auf Erden herrscht, aber zur Unterhaltung der Menschen weiterhin Krieg zwischen zwei Parteien, die die Namen "Rostock" und "Lautern" tragen, geführt wird. Im Krieg kämpfen sogenannte Kildren, eine genmanipulierte Menschenkaste im Körper von Teenagern, die nicht erwachsen werden und nur auf dem Schlachtfeld sterben können. Der Pilot Yuichi Kannami wird auf die Basis der Rostock Iron Works versetzt, als Ersatz für den gefallenen Piloten Jin-Roh. An seine Vergangenheit erinnert er sich nur vage, aber der Stationsalltag zwischen gelegentlichen Barbesuchen und dem Warten auf Einsatzbefehle kommt ihm irgendwie vertraut vor. Er freundet sich mit anderen Piloten an und fühlt sich immer mehr zur Kommandantin Kusanagi Suito hingezogen, die eine Affäre mit seinem Vorgänger gehabt haben soll. Kannami versucht mehr über Jin-Roh herauszufinden, stößt dabei aber immer wieder auf taube Ohren. Außerdem plagen ihn existenzielle Fragen: Wer ist sein Schöpfer? Hat sein Dasein einen höheren Zweck? Für oder gegen wen kämpft er überhaupt? Ist er Replikant oder Wiedergeburt? Ist seine Welt echt oder ist er nur Teil eines großen Spiels? Während seiner Einsätzen wird er auch mit dem sagenumwobenen Gegner "Teacher" konfrontiert und er macht es sich zur Aufgabe, diesen vom Himmel zu holen.

## Synchronisation
Synchronfirma: Berliner Synchron GmbH Wenzel Lüdecke, Dialogregie: Petra Barthel.
| Rolle                | Originalsprecher   | Deutscher Sprecher   |
| -------------------- | ------------------ | -------------------- |
| Yuuichi Kannami      | Ryō Kase           | Tobias Nath          |
| Suito Kusanagi       | Rinko Kikuchi      | Giuliana Jakobeit    |
| Naofumi Tokino       | Shōsuke Tanihara   | Robert Glatzeder     |
| Aizu Yudagawa/Aihara | Daisuke Hirakawa   | Tobias Kluckert      |
| Barbesitzer          | Naoto Takenaka     | Reinhard Scheunemann |
| Führerin der Bustour | Yukari Nishioi     | Originalton          |
| Fuuko                | Mabuki Andō        | Antje von der Ahe    |
| Kellnerin Yuri       | Yuri Hishimi       | Sabine Walkenbach    |
| Kusumi               | Mako Hyōdō         | Julia Blankenburg    |
| Mechaniker           | Ken’ichi Mochizuki | Jan Spitzer          |
| Midori Mitsuya       | Chiaki Kuriyama    | Rubina Nath          |
| Mugirou Yamagiwa     | Mugihito           | Reinhard Scheunemann |
| Kurtisane            | Fumie Mizusawa     | Anja Rybiczka        |
| Sekretär Honda       | Hōchū Ōtsuka       | Jan Spitzer          |
| Towa Sasakura        | Yoshiko Sakakibara | Sabine Falkenberg    |

## Soundtrack
Die Filmmusik wurde von Kenji Kawai komponiert und 2008 vom Label VAP veröffentlicht. Die Tracklist beinhaltet 21 Titel, wobei der Abspanntitel Kon’ya mo Hoshi ni Dakarete (gesungen von Ayaka), nicht auf dem Soundtrack enthalten ist.
1. Main Theme (Opening)
2. First Sortie
3. Sail Away (Vocal)
4. Foo-Ko
5. Main Theme (Memory)
6. Mizuki
7. Surprise Attack
8. Drive-By-Wire
9. Main Theme – Affair (Harp)
10. Main Theme – Blue Fish (Orgel)
11. Private Sortie
12. Second Sortie
13. Night Sortie
14. March Hare
15. Adler Tag
16. Krakow
17. Main Theme (Affair)
18. Main Theme (Blue Fish)
19. Final Sortie
20. Teacher
21. Main Theme (Ending)

## Rezeption
Der Film wurde am 65. Venice International Film Festival gezeigt und wurde mit dem Future Film Festival Digital Award ausgezeichnet. 2008 wurde er zudem am Toronto International Film Festival gezeigt, wie auch am Sitges – Catalonian International Film Festival, an dem er drei Preise gewinnen konnte (Jose Luis Guarner Critic Award, Best Original Soundtrack, Best Motion Picture for a Youth Audience). Zu sehen war der Film auch am Helsinki International Film Festival, am Stockholm International Film Festival und 2009 am Neuchâtel International Fantastic Film Festival.
Der Film hat positive Kritiken erhalten. Auf der Rezensionen-Sammel-Website Rotten Tomatoes hat der Film von acht der zehn erfassten Rezensionen eine positive Bewertung erhalten; die durchschnittlichen Bewertung liegt bei 6,9/10 Punkten.

## Kritiken
„Es ist eine Geschichte kurz vor dem permanenten Stillstand, zwischen dem Akzeptieren des Hier und Jetzt und dem Versuch, unbekannte Wege zu beschreiten. […] Mit einem interpretatorisch gewagten Schritt ist es in diesem Anime nicht der verklärte Blick eines Menschen auf ein Computerspiel und der Kampf zurück in die Realität, wie es Ash in Avalon durchlebt, sondern der emotionale Blick auf künstliche Intelligenzen. Bots die nicht wie Roboter einem Programm folgen, sondern sich selbstreflexiv als Existenzen wahrnehmen können. Wem diese Darlegung zu undurchsichtig ist, kann die Geschichte auch als Weiterführung zu Jin-Roh lesen. Es ist das Missbrauchen menschlicher Wesen als Werkzeug und damit eine Kritik an Krieg und Zerstörung.“

“A stunning visual piece of work that neatly balances heart, technical achievement and high concept. Sky Crawlers is a classic example of intelligent, geared to adults animation. Very much recommended.”

„Ein beeindruckendes visuelles Werk, das geschickt Herzblut, technische Errungenschaft und den Anspruch die Messlatte höher zu setzen in Einklang bringt. Sky Crawlers ist ein klassisches Beispiel eines intelligenten Animationsfilms für Erwachsene.“